# Liste der Bodendenkmale in Planetal
Die Liste der Bodendenkmale in Planetal enthält alle Bodendenkmale der brandenburgischen Gemeinde Planetal und ihrer Ortsteile auf der Grundlage der Landesdenkmalliste vom 31. Dezember 2020.
Die Baudenkmale sind in der Liste der Baudenkmale in Planetal aufgeführt.
| Gemarkung    | Flur | Kurzansprache                          | Bodendenkmalnummer | Bemerkung | Bild |
| ------------ | ---- | -------------------------------------- | ------------------ | --------- | ---- |
| Kranepuhl () | 2    | Dorfkern Mittelalter, Dorfkern Neuzeit | 30561              |           |      |